# Vicksburg National Military Park
Le Vicksburg National Military Park est une aire protégée américaine située en Louisiane et au Mississippi. Établi le 21 février 1899, ce parc militaire national protège des sites de la campagne de Vicksburg, pendant la guerre de Sécession. Inscrit au Registre national des lieux historiques depuis le 15 octobre 1966, il est géré par le National Park Service.